# Job 20
Job 20 es el decimoctavo capítulo del Libro de Job en la Biblia hebrea o el Antiguo Testamento del Cristianismo . El libro es anónimo; la mayoría de los estudiosos creen que fue escrito alrededor del siglo VI a. C. Este capítulo recoge el discurso de Job, que pertenece a la sección Diálogo del libro, y comprende Job 3:1–Job 31:40.

## Texto
El texto original está escrito en lengua hebrea. Este capítulo se divide en 29 versículos.

### Testimonios textuales
Algunos manuscritos antiguos que contienen el texto de este capítulo en hebreo pertenecen al Texto masorético, que incluye el Códice de Alepo (siglo X) y el Codex Leningradensis (1008). Se encontraron fragmentos que contienen partes de este capítulo en hebreo entre los Rollos del Mar Muerto, incluyendo 4Q100 (4QJobb; 50–1 a. C.) con los versículos 15–17 conservados.

## Análisis
La estructura del libro es la siguiente:
- El prólogo (capítulos 1-2)
- El diálogo (capítulos 3-31)
- Los veredictos (32:1-42:6)
- El epílogo (42:7-17)

Dentro de la estructura, el capítulo 20 se agrupa en la sección Diálogo con el siguiente esquema:
- La maldición y el lamento de Job (3:1–26)
- Primera ronda (4:1–14:22)
- Segunda ronda (15:1–21:34)
  - Elifaz (15:1-35)
  - Job (16:1-17:16)
  - Bildad (18:1-21)
  - Job (19:1-29)
  - Zofar (20:1-29)
    - Respuesta inicial de Zohar (20:1–3)
    - La muerte prematura de los malvados (20:4–11)
    - El pecado destruirá (20:12–22)
    - Cómo trata Dios a los malvados (20:23–29)

  - Job (21:1–34)
- Tercera ronda (22:1-27:23)
- Interludio: un poema sobre la sabiduría (28:1-28)
- Resumen de Job (29:1-31:40)

La sección del diálogo está compuesta en formato poético, con una sintaxis y una gramática distintivas.
El capítulo 20 contiene el segundo (y último) discurso de Zofar, que se puede dividir en varias partes:
- La respuesta inicial de Zofar (versículos 1–3)
- La brevedad de los malvados debido a la muerte prematura (versículos 4–11)
- La naturaleza autodestructiva del pecado (utilizando imágenes distintivas de alimentos, versículos 12-22)
- La ira activa de Dios contra los malvados (versículos 23-29)[15]

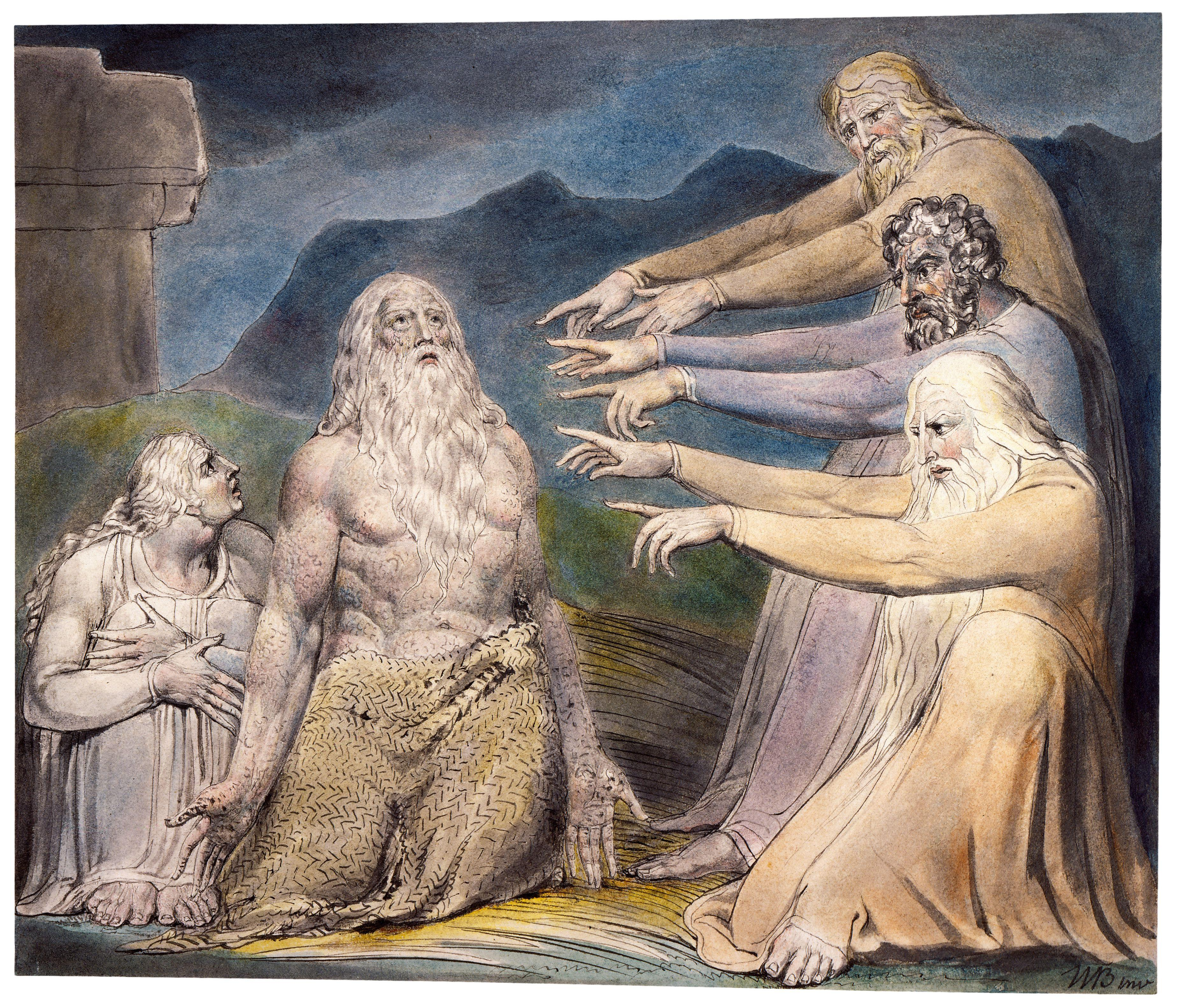
«Job reprendido por sus amigos». De: el conjunto Butts (junio de 1805). Biblioteca Morgan.

## La respuesta inicial de Zofar (20:1–3)
En la parte inicial del capítulo, Zofar responde a la reprimenda de Job a sus tres amigos (Job 19:28-29) con creciente impaciencia y «pensamientos turbulentos» que sentía al escuchar a Job. Zofar afirma que «un espíritu de su entendimiento me responde» (versículo 3b), lo que le impulsa a responder.

### Versículo 3
[Zofar dijo:] He oído la reprensión que me reprocha,
Y el espíritu de mi entendimiento me hace responder.
- «Reprimenda (que me reprocha)»: literalmente «de mi corrección insultante» (cf. Job 19:3).[17][18]
- «El espíritu de mi entendimiento»: traducido de la frase en hebreo רוּחַ מִבִּינָתִי, «ruakh mibbinati», literalmente «un espíritu/viento/aliento/impulso de mi entendimiento».[19]

Estas palabras (y también las declaraciones iniciales de otros amigos de Job) tienden a revelar que los amigos de Job parecen más preocupados por su orgullo herido que por el doloroso sufrimiento de Job.

## Explicación de Zofar de que los malvados no escaparán de la ira de Dios (20:4–29)
Zofar afirma su posición firme y decidida sobre la teología de la retribución en este discurso final (Zofar no participaría en la tercera ronda del debate): «Dios siempre destruye a los malvados». Al igual que Bildad en la primera ronda y Elifaz en la segunda (Job 15) del diálogo, Zofar apela a la tradición, pero de una manera más hiperbólica para enfatizar la certeza de su postura. Se enfatizan dos temas:
1. la brevedad del tiempo para que prevalezcan los malvados.
2. la certeza de la muerte para los malvados.[22]

La interpretación tradicional de Zofar da más peso a que la maldad cosechará consecuencias destructivas (versículos 14, 16, 18-19, 21; «naturaleza autodestructiva del mal humano») que a la intervención de Dios, a pesar de la creencia de que Dios sigue obrando detrás de la destructividad. Al final, Dios también mostrará su ira activa contra los malvados, como una herencia que les ha sido asignada (versículo 29).

### Versículo 29
[Zofar dijo:] «Esta es la parte que Dios le da al impío,
y la herencia que Dios le ha asignado».
- ««Designada para él»: traducido de la palabra hebrea אִמְרוֹ, «ʾimro», que puede traducirse como «su designación» o «su palabra»; en combinación con la palabra «herencia», puede traducirse como «su herencia designada».[26]

## Comentarios

### De la Iglesia católica

#### A todo el capítulo
La segunda intervención de Sofar insiste en la idea de la retribución automática, reiterando que el malvado no prospera y que sus bienes son ilusorios o de corta duración. No constituye una respuesta detallada a las palabras anteriores de Job ni una continuación directa del primer discurso de Sofar (11,1-20), sino más bien una composición elaborada para enlazar el discurso vehemente de Job del capítulo previo con el siguiente. Sofar inicia (vv. 2-3) justificando su participación por haber escuchado “doctrinas que me molestan” (v. 3), sin precisar su contenido ni fundamentar su juicio. Luego expone la doctrina tradicional sobre el castigo de los impíos (vv. 4-22), utilizando un lenguaje cuidado y cargado de metáforas: la alegría y el prestigio del malvado son comparados con un sueño, y su belleza o vigor juveniles con una visión nocturna (vv. 4-11); el mal que comete se asemeja a un alimento agradable al gusto pero nocivo para el cuerpo (vv. 12-16); la riqueza, a una cosecha abundante que no llega a disfrutarse (vv. 17-22).
La parte final (vv. 23-29) subraya la severidad del juicio divino, el “día de la cólera” (v. 28), que no admite apelación. En ningún momento menciona a Job ni su situación; se limita a una exposición doctrinal repetitiva. Sin embargo, en su contexto, el discurso implica una acusación indirecta a Job, pues incluso si recuperara la alegría, esta sería pasajera al no reconocer su falta.

#### Al versículo 26
«Le devora un fuego que nadie atiza». La imagen del fuego es muy frecuente en la Biblia para expresar la severidad del castigo divino: «Hará llover ascuas y azufre sobre los impíos; un viento abrasador será la porción de su copa» (Salmo 11,6). A partir de estas imágenes y de las afirmaciones del Nuevo Testamento, los Santos Padres han visto en el fuego inextinguible una señal de que el castigo del infierno es severo y eterno: «La justicia del Omnipotente, sabedora de las cosas futuras, creó el fuego del infierno desde el nacimiento del mundo de modo que su ardor, aunque sin leña, nunca feneciese» (Moralia in Iob 3,15,29).
La enseñanza de la Iglesia utiliza la imagen del fuego eterno, para significar las penas de todo tipo que sufrirán los condenados. Así, el Credo del pueblo de Dios confiesa que:

los que hayan respondido al amor y a la piedad de Dios irán a la vida eterna, pero los que los hayan rechazado hasta el final serán destinados al fuego que nunca cesará.

Y la Iglesia católica, a través de su catecismo indica que:

La enseñanza de la Iglesia afirma la existencia del infierno y su eternidad. Las almas de los que mueren en estado de pecado mortal descienden a los infiernos inmediatamente después de la muerte y allí sufren las penas del infierno, “el fuego eterno”. La pena principal del infierno consiste en la separación eterna de Dios en quien únicamente puede tener el hombre la vida y la felicidad para las que ha sido creado y a las que aspira.